# Muziekclub 't Ey
Muziekclub 't Ey vzw is een concertzaal in Belsele die zich richt op akoestische muziek met een focus op folk.

## Geschiedenis
In 1992 opende Dirk Van der Speeten het folkcafé ’t Eynde op de Eindestraat 22 in Belsele, een typische bruine kroeg met een podium voor folkmuzikanten. Er traden voornamelijk folkartiesten op, zoals Willem Vermandere en Wannes Van de Velde, die aan de basis lagen van de Folkrevival in Vlaanderen in de jaren 70 van de twintigste eeuw. Beginnende groepen als Ambrozijn gaven er hun eerste optreden, maar er verschenen ook populaire namen als Raymond van het Groenewoud, Roland en Philip Catherine. Folkcafé ’t Eynde maakte deel uit van een reeks folkclubs die opgericht werden tussen 1970 en 2000 (De Mallemolen in Hoeilaart, gesticht in 1970, het Speelmanstreffen in Sint-Niklaas,  ’t Eynde en in 1999 ’t Smiske in Asse).
In 2000 verhuisde alles naar de gebouwen van de oude basisschool aan de overkant van de Koutermolendreef met in 2001 de herdoping tot Muziekclub ’t Ey. Sindsdien traden er tal van buitenlandse artiesten op, maar ook lokale artiesten van de nieuwe Vlaamse folkscene zoals Wim Claeys, Jeroen Geerinck en Wouter Vandenabeele.
In 2015 verloor ‘t Ey zijn subsidiëring van de Vlaamse Gemeenschap en zag het er even naar uit dat er een einde zou komen aan de werking. Uiteindelijk zorgde de stad Sint-Niklaas voor de nodige financiële zekerheid.

## Erkenning
In 2007 kreeg Muziekclub ‘t Ey de cultuurprijs van de stad Sint-Niklaas voor zijn onafgebroken werking en z’n nationale en internationale uitstraling sinds 1991.
Muziekclub 't Ey wordt aangesteld als cultureel ambassadeur van de stad Sint-Niklaas voor de jaren 2022 en 2023. Zij deelt het ambassadeurschap met rector van de VUB Caroline Pauwels.

## Samenwerking
Samen met muziekcentrum Dranouter en WESP vzw vormt Muziekclub 't Ey de motor achter May the Folk Be With You, een project dat zich als doel stelt om folk een brede bekendheid te geven in Vlaanderen. Samen zijn zij partner in het Flanders Folk Network dat in 2021 de eerste Flanders Folk Awards uitreikte aan Bipolar Bows (beloftevolle band), Aurélie Dorzée & Tom Theuns (live band) en Trio Dhoore (album). 